# Región corporativa de San Juan-Laventille
San Juan-Laventille ( pronunciación en inglésⓘ) es una región de Trinidad y Tobago.

## Geografía
La región abarca parte de la isla Trinidad y limita al norte con el mar Caribe, al sur con el borough de Chaguanas, al este con la región de Tunapuna-Piarco y al oeste con la región de Diego Martín, la ciudad de Puerto España y el golfo de Paria.

## Organización territorial
Consta de cuarenta y una localidades:
- Aranguez
- Bamboo Grove (parcial)
- Barataria
- Beetham Estate
- Bejucal (parcial)
- Blanchisseuse (parcial)
- Cantaro Village
- Cascade
- Champ Fleurs (parcial)
- Eastern Quarry
- El Socorro
- El Socorro Extension
- Febeau Village
- Gran Curucaye
- La Canoa
- La Pastora
- Lady Chancellor
- Las Cuevas
- Laventille
- Lower Santa Cruz
- Malick
- Maracas
- Maracas Bay
- Marie Road
- Mon Repos
- Morvant
- Mount d'Or
- Mt. Hope
- Mt. Lambert
- Never Dirty
- Petit Bourg
- Petit Curucaye
- Picton
- Romain Lands
- Sam Boucaud
- San Juan
- Santa Cruz
- Soconusco
- St. Anns
- St. Barbs
- Upper Belmont

## Demografía
Datos demográficos de la región de San Juan-Laventille:
| Gráfica de evolución demográfica de San Juan-Laventille entre 2000 y 2011 |
|                                                                           |